# Дрижина Гребля
Дрижи́на Гре́бля — село в Україні, у Білицькій селищній громаді Полтавського району Полтавської області. Населення становить 735 осіб. Колишній центр Дрижиногреблянської сільської ради.

## Географія

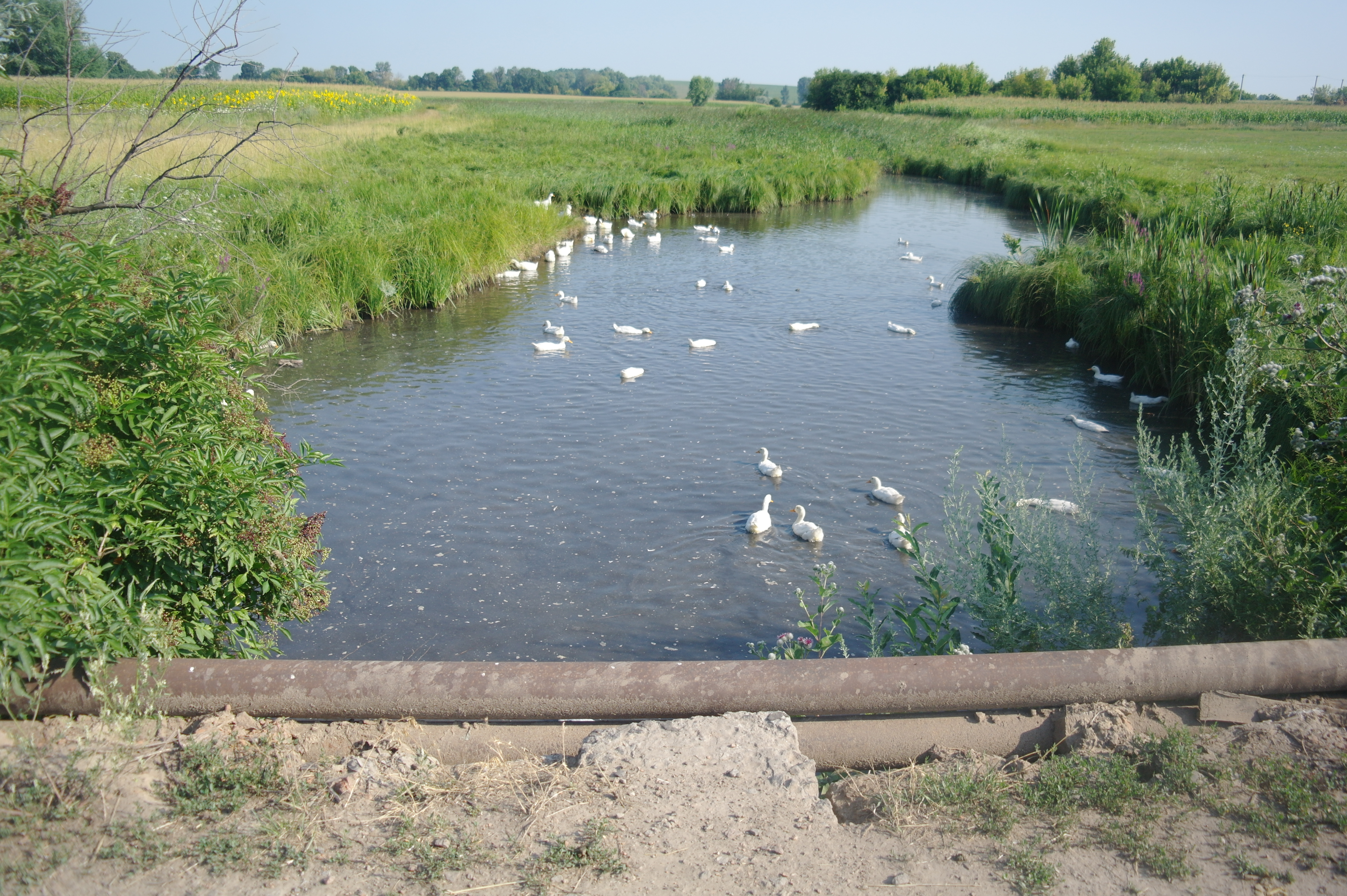
Річка Кобелячка в межах села

Село Дрижина Гребля знаходиться на берегах річки Кобелячка та річки Малий Кобелячок в місці їх злиття, за 27 км від райцентру та за 12 км від залізничної станції Кобеляки. Межує з селами Марківка, Шапки та Сулими.
Поруч проходить автомобільна дорога М22 (E584).

## Населення

### Мова
Розподіл населення за рідною мовою за даними перепису 2001 року:
| Мова            | Кількість | Відсоток |
| --------------- | --------- | -------- |
| українська      | 713       | 97.01%   |
| російська       | 16        | 2.18%%   |
| білоруська      | 1         | 0.14%    |
| румунська       | 1         | 0.14%    |
| інші/не вказали | 4         | 0.53%    |
| Усього          | 735       | 100%     |

## Історія
Село засноване у XVIII столітті як козацьке поселення. 
За переписом 1900 року у селі Дрижина Гребля Білицької волості Кобеляцького повіту налічувалось 16 дворів, 133 жителі, деревна Преображенська церква з дзвіницею (збудована 1868 року, перебудована 1889 року), при якій діяли церковно-парафіяльна школа та бібліотека.
Церква на честь Преображення Господнього - дерев’яна, з прибудованою дзвіницею, на мурованому цоколі. Двохвівтарна – другий вівтар на честь Казанської Божої Матері. У день св. Пантелеймона навколо церкви відбувався хресний хід.
У 1890, 1895 володіла 1 дес. садибної та 33 дес. ружної землі, мала три будинки для причту, діяла церковнопарафіяльна школа. 1902 володіла 33 дес. 1322 кв. саж. садибної та ружної землі, мала церковну сторожку, комору для зберігання церковних речей, будинок для церковнопарафіяльної школи, три будинки для причту, діяли церковна б-ка, церковнопарафіяльна школа. 1912 володіла 30 дес. 987 кв. саж. ружної землі, мала квартиру для священика і псаломщика, діяла однокласна церковнопарафіяльна школа.
У 1895 службу відвідувало 2506 душ парафіян обох статей. 1902 до церковної парафії входили с. Дрижина Гребля, хутори Скрильників, Могили, Зубків, Хоманьків, Мусієнків, Михайликів, Балкових-Ладатків, Бібині, Гудимів, Різників, Гайдеберині, Галиків, Стогніїв, Чумаків, Бабенків, у яких налічувалося 2657 парафіян душ обох статей; 1912 – 2722 душі парафіян різних станів.
29.06.1922 органами радянської влади зареєстровано статут і списки членів релігійної громади церкви.
У 1910 році — 48 дворів, 311 жителів. 
У 1926 році тут проживало 526 мешканців. 
В 1929 році створено колгоспи: «Заповіт Ілліча», «Радянське село», «Шлях до комунізму», «Комунар», ім. В. Я. Чубаря.
Село у часи німецько-радянської війни було окуповане нацистськими військами з 16 вересня 1941 до 25 вересня 1943 року. До Німеччини на примусові роботи вивезено 136 чоловік, загинуло на фронтах 145 односельчан.
У повоєнні роки у селі діяв колгосп «Україна» (зерново-буряківничого спеціалізації), виходила газета.
12 червня 2020 року, відповідно до розпорядження Кабінету Міністрів України № 721-р «Про визначення адміністративних центрів та затвердження територій територіальних громад Полтавської області», село увійшло до складу Білицької селищної громади.
19 липня 2020 року, в результаті адміністративно - територіальної реформи та ліквідації  Кобеляцького району, село увійшло до складу новоутвореного Полтавського району.

## Інфраструктура
У Дрижиній Греблі діє відділення зв'язку «Укрпошта», школа I—II ступенів, Будинок культури на 400 місць, бібліотека (15 тис. одиниць зберігання), музей, стадіон, магазини.

## Економіка
У Дрижиній Греблі працює дев'ять фермерських селянських господарств, сільськогосподарське товариство з обмеженою відповідальністю «Україна», що спеціалізується на вирощуванні технічних та зернових культур.

## Архітектура
У селі збудовані такі пам'ятники:
- Меморіальний комплекс: надгробок на братській могилі радянських воїнів, полеглим 1943 року при визволенні села (збудований 1955 року);
- пам'ятник воїнам-односельчанам, загиблим у роки німецько-радянської війни (збудований 1965 року);
- В. І. Леніну (1969 рік).

### Культові споруди
Преображенська церква

## Відомі люди
- Дзерин Антон Миколайович (1996—2017) — старший солдат Збройних сил України, що загинув під час Війни на сході України.